# Xã Morris, Quận Clearfield, Pennsylvania
Xã Morris (tiếng Anh: Morris Township) là một xã thuộc quận Clearfield, tiểu bang Pennsylvania, Hoa Kỳ. Năm 2010, dân số của xã này là 2.938 người.